# Rubus mollior
Rubus mollior är en rosväxtart som beskrevs av Liberty Hyde Bailey. Rubus mollior ingår i släktet rubusar, och familjen rosväxter. Inga underarter finns listade i Catalogue of Life.